# Sympetrum sanguineum
Sympetrum sanguineum és una espècie d'odonat anisòpter de la família Libellulidae que habita a l'Àfrica mediterrània i des d'Europa fins a Kazakhstan, excloent les zones més fredes. Les nimfes habiten preferentment aigües estancades, amb abundant vegetació, eutròfiques i permanents.